# Capella de Sant Sebastià (Campmany)
La Capella de Sant Sebastià és una església del municipi de Campmany (Alt Empordà) protegida com a bé cultural d'interès local.

## Descripció
Situada dins del nucli urbà de la població de Campmany, a la banda de tramuntana de l'antic recinte emmurallat, al bell mig de la cantonada formada pels carrers majors, del Centre, de la Font, Santa Llúcia i Sant Climent.
Església d'una sola nau de planta rectangular, amb l'absis no marcat en planta i orientat a tramuntana. La façana principal presenta un portal d'accés d'arc de mig punt adovellat, amb els brancals bastits amb carreus de pedra desbastats. S'hi accedeix mitjançant unes escales de pedra exteriors. Damunt seu hi ha una finestra de mig punt també adovellada. La façana està rematada per un campanar de cadireta d'un sol ull de mig punt, i està cobert per una teuladeta de dues vessants de teula. La façana de ponent presenta dues petites finestres bastides amb carreus de pedra, a manera d'espitlleres.
La construcció està bastida en pedra treballada i sense treballar de diverses mides, lligada amb morter. A les cantonades hi ha blocs grans de pedra desbastada.

## Història

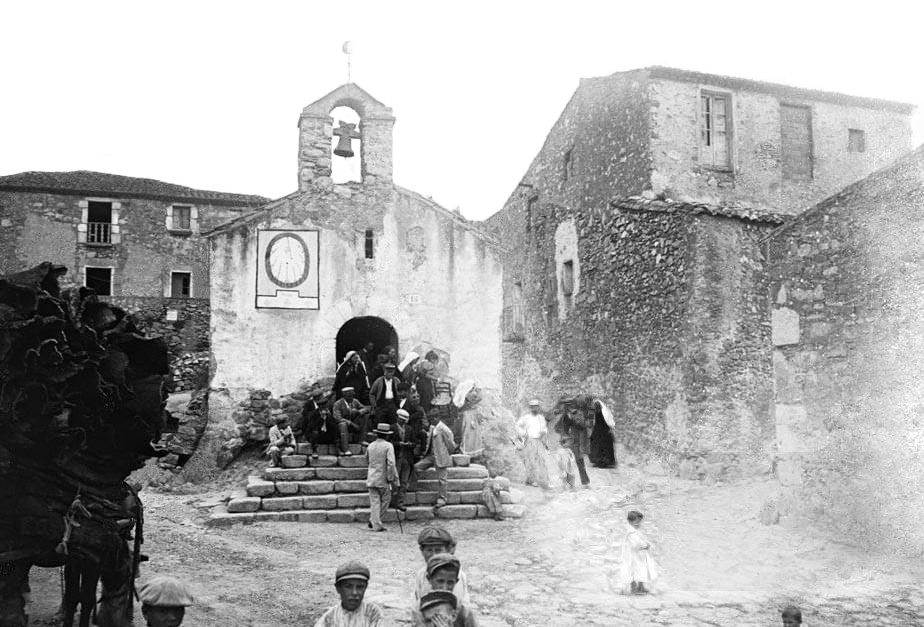
La capella de Sant Sebastià, al 1899

L'edifici va ser construït a principis del segle xvii, donat que es tenen notícies d'haver celebrat una reunió extraordinària l'any 1606 a la capella. També es tenen notícies sobre diferents reunions de la universitat els anys 1641 i 1642 que tingueren com a seu l'edifici religiós. L'any 1713 es realitzaren dintre del temple les eleccions municipals.
L'any 1986, el Departament de Cultura de la Generalitat de Catalunya, conjuntament amb la Diputació de Girona i amb l'Ajuntament de Campmany, van endegar un projecte de restauració de la teulada. El projecte va ser confeccionat per l'arquitecte Josep Vingut i Dalmau i dut a terme conjuntament amb l'empresa Gratacòs Pujol S.A., de Campmany.